# 1900년 하계 올림픽 사이클
1900년 하계 올림픽 사이클은 프랑스 파리에서 개최된 1900년 하계 올림픽의 경기 종목이다. 1900년 9월 9일부터 16일까지 파리에서 열렸다. 6개국에서 72명의 선수가 참가하였으며, 남자 경기만 진행되었다. 총 15개의 세부 종목 경기에 많은 선수들이 참가하였으나, 국제 올림픽 위원회로부터 스프린트 경기와 25 km 경기만 정식 종목으로 인정되었다.

## 경기장
| 도시 | 경기장           | 원어명                               |
| ---- | ---------------- | ------------------------------------ |
| 파리 | 벨로드롬 드 뱅센 | 프랑스어: Vélodrome Jacques Anquetil |

## 세부 종목
1900년 하계 올림픽 사이클의 세부 종목은 아래와 같으며, 남자 경기만 진행되었다.
| - 남자 스프린트 | - 남자 25km |

## 참가국
6개국에서 72명의 선수가 참가하였다.
- 독일 (3명)
- 미국 (1명)
- 벨기에 (1명)
- 보헤미아 (1명)
- 이탈리아 (7명)
- 프랑스 (59명)

## 메달 집계

### 최종 순위
| 순위 | 국가   | 금메달 | 은메달 | 동메달 | 합계 |
| ---- | ------ | ------ | ------ | ------ | ---- |
| 1    | 프랑스 | 2      | 2      | 1      | 5    |
| 2    | 미국   | 0      | 0      | 1      | 1    |
| 합계 | 합계   | 2      | 2      | 2      | 6    |

### 메달리스트
| 종목                 | 금                         | 은                     | 동                     |
| -------------------- | -------------------------- | ---------------------- | ---------------------- |
| 남자 스프린트 자세히 | 조르주 타일란디에 · 프랑스 | 페르낭 상즈 · 프랑스   | 존 헨리 레이크 · 미국  |
| 남자 25 km 자세히    | 루이 바스티앵 · 프랑스     | 루이 힐데브랑 · 프랑스 | 오귀스트 도맹 · 프랑스 |

## 참고 자료
- 국제 올림픽 위원회 - 1900년 하계 올림픽 트랙 사이클 경기 결과 (영어)
- De Wael, Herman. 《Herman's Full Olympians: "Cycling - track 1900"》.  (Available electronically at  보관됨 2016-03-03 - 웨이백 머신)
- Mallon, Bill (1998). 《The 1900 Olympic Games, Results for All Competitors in All Events, with Commentary》. Jefferson, North Carolina: McFarland & Company, Inc., Publishers. ISBN 0-7864-0378-0.

| 올림픽 사이클 |                                     |                   |
| 이전 대회     | 1900년 하계 올림픽 사이클 파리 1900 | 다음 대회         |
| 아테네 1896   | 1900년 하계 올림픽 사이클 파리 1900 | 세인트루이스 1904 |